# دوف براشاو
دوف براشاو (بالإنجليزية: Dove Bradshaw)‏ هي فنانة أمريكية، ولدت في 24 سبتمبر 1949 في نيويورك في الولايات المتحدة.

## وصلات خارجية
- الموقع الرسمي